# Trnovica (Dubrovačko primorje)
Trnovica is een plaats in de gemeente Dubrovačko Primorje in de Kroatische provincie Dubrovnik-Neretva. De plaats telt 37 inwoners (2001).